# Яскравість
Яскрáвість — світлова характеристика тіл, які є джерелами світла. Відношення сили світла, що випромінюється поверхнею в одиницю тілесного кута до площі її проєкції в площині, перпендикулярній напряму спостереження. Одиниця вимірювання SI: кд/м2. Існують також інші одиниці вимірювання яскравості — ніт, стильб.
Розрізняють фотомеричну яскравість (англ. luminance) і яскравість, яку сприймає око людини (англ. luminous intensity).
Фотометрична яскравість визначається, як
{\displaystyle L_{v}={\frac {d^{2}F}{dS\,d{\Omega }\cos \theta }}},
де F — світловий потік, {\displaystyle dS} — елемент площі поверхні, {\displaystyle d\Omega } — елемент тілесного кута, {\displaystyle \theta } — кут між напрямом до спостерігача й нормаллю до поверхні.
Для того, щоб визначити яскравість, яку сприймає око людини, необхідно врахувати чутливість людського ока до світла різного кольору (див. крива спектральної чутливості ока).